# Монастир Савина
Монастир Савина (серб. Манастир Савина) — монастир Чорногорсько-Приморської митрополії Сербської православної церкви, розташований в 2 км від міста Херцег-Новий, на березі Которської затоки. Монастир був названий в честь святителя Сави, першого архієпископа сербського.
У комплексі монастиря три церкви: Мала Успенська церква, Велика Успенська церква і невелика церква Святого Сави, розташована за межами комплексу, у верхнього кладовища.

## Історія
Малий храм Успіння Пресвятої Богородиці — десять метрів у довжину й шість метрів у ширину, однонефний храм із напівкруглою апсидою та невеликою дзвіницею. Швидше за все побудований у 1030 роках, хоча найстаріший запис, в якому монастир був згаданий відноситься до 1648 року. Відновлення монастиря розпочате в кінці XVII століття, з появою ченців, висланих з Монастиря Тврдош (Боснія і Герцеговина), було завершене в 1831 році.
У монастирі знаходиться велика кількість реліквій, які походять із епохи Неманичів (мощі цариці Олени, хрест святого Сави), в тому числі, перевезені з Монастиря Тврдош.
Храм Святого Сави, що знаходиться поза межами монастирського комплексу, був побудований, як вважається, зусиллями самого святого Сави в XIII столітті. Археологічні роботи проводяться в церкві під керівництвом Краєзнавчого музею міста Херцег-Новий..
Великий храм Успіння Пресвятої Богородиці був побудований між 1777 і 1799 роками зодчим Ніколою Форетичем із острова Корчула. Храм є однонефною будівлею з триповерховою дзвіницею у західній частині. У храмі поєднуються пізньоримські елементи та візантійські елементи.
Іконостас цієї церкви (висотою 10 м, з шістьма рядами ікон) був виготовлений відомим живописцем Симеоном Лазовичем у 1795—1797 роках у стилі бароко. Його ікона Плащаниці Божої Матері (яка була популярною темою у сербському бароковому живописі) вважається художньо цінною, а іконографічний тип вважається рідкісним у сербському бароко.
У 1797 році Монастирська церква була прикрашена та огороджена зовні. Микола Андрович, місцевий аптекар і сербський католик, відремонтував годинник на вежі церкви за власні кошти у 1858 році. У 1838 році в монастирі жив єпископський провікар у Которській затоці ігумен Макарій Грушич. У жовтні 1937 року монастир став жертвою пограбування з оцінкою матеріальної шкоди в півтора мільйона динарів.
Цікава також монастирська колекція ікон роботи російських, італійських і критських майстрів. У бібліотеці монастиря зберігається понад 5 000 рідкісних манускриптів, серед її експонатів — унікальне рукописне Євангеліє 1375 року.
У 2005 році в Савиному монастирі на Джюрджевдан (День Святого Георгія) прийняв хрещення знаменитий сербський режисер Емир Кустуриця.

## Галерея

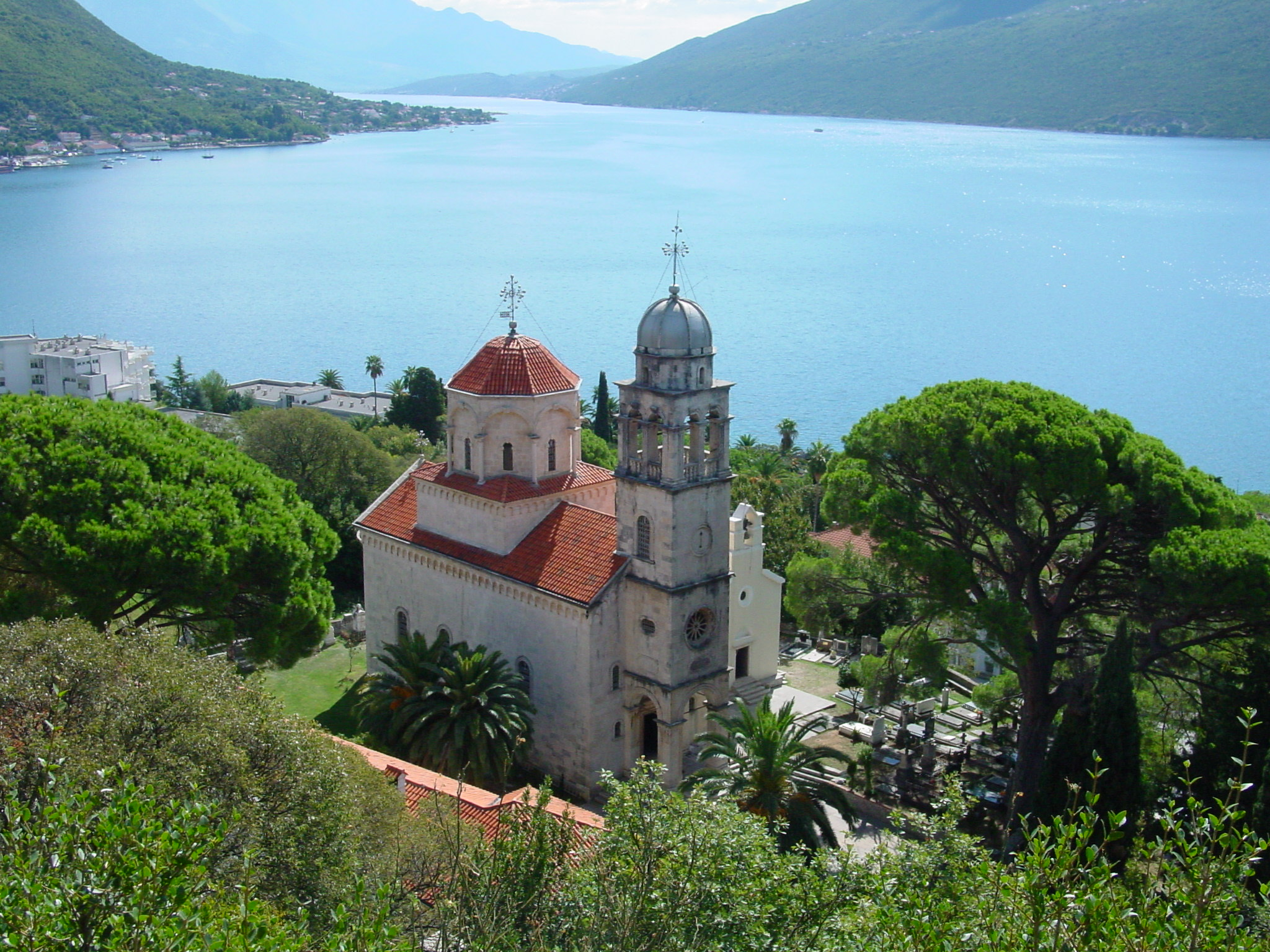
Монастир Савина
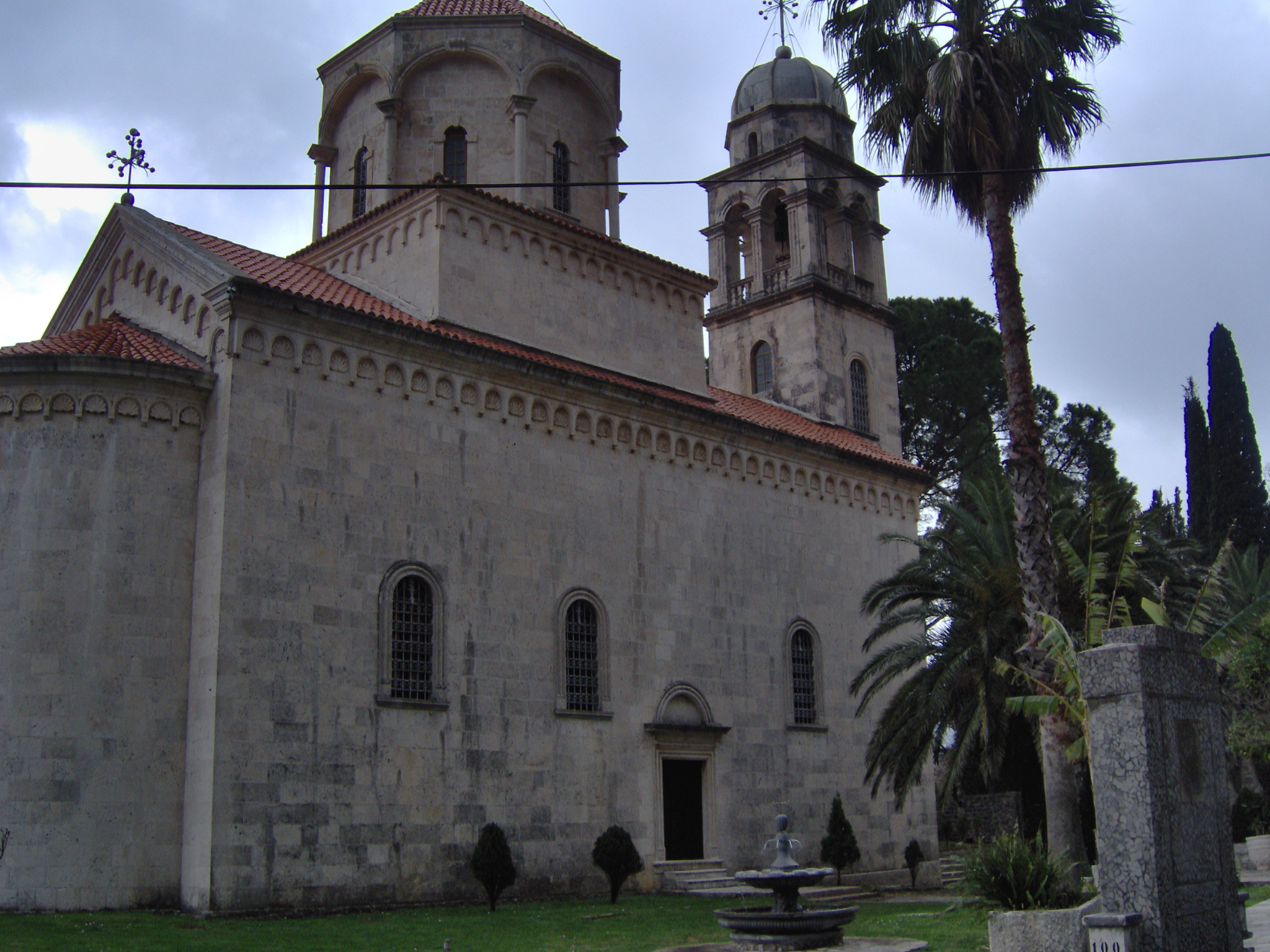
Монастир Савина
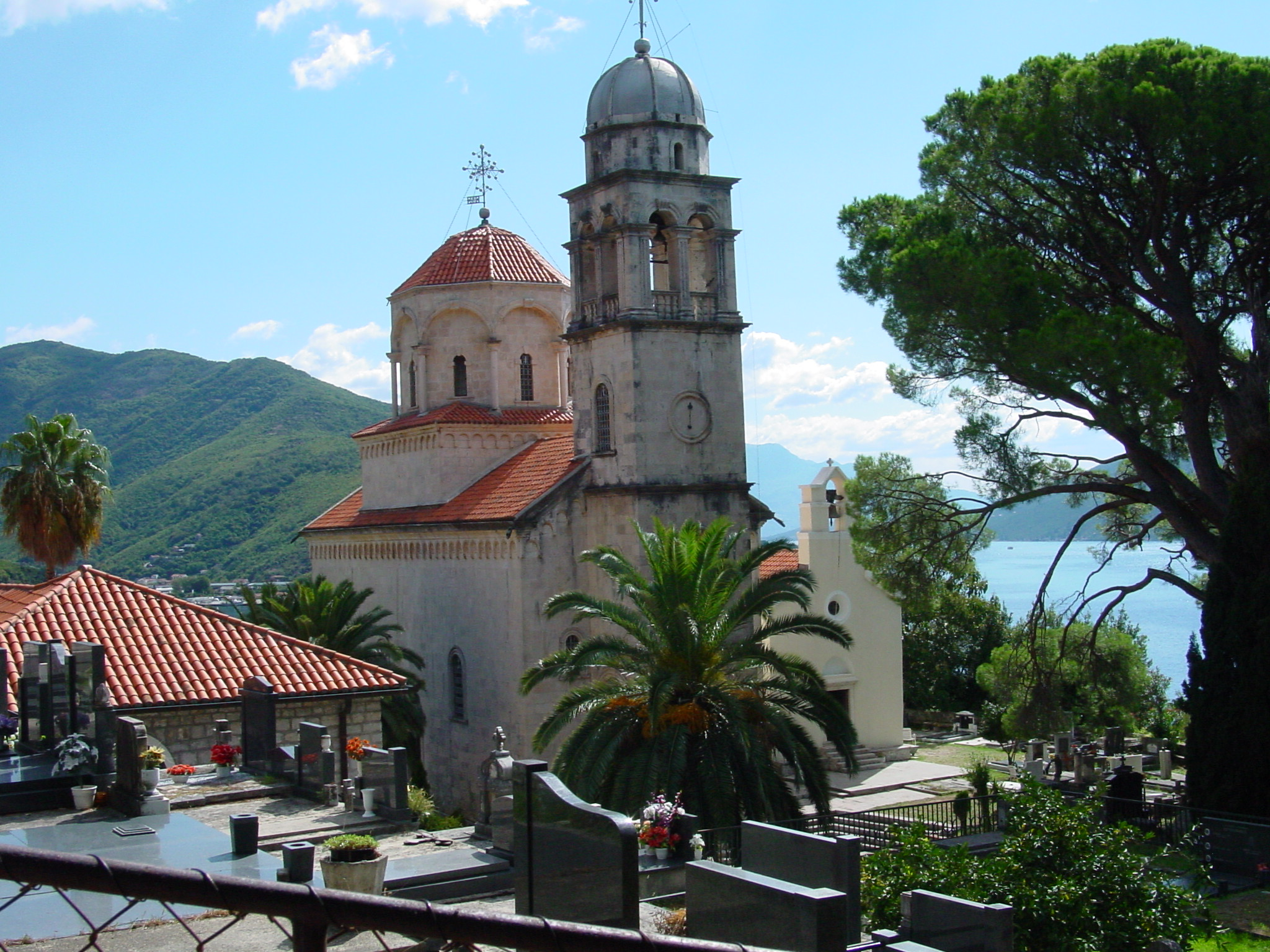
Монастир Савина
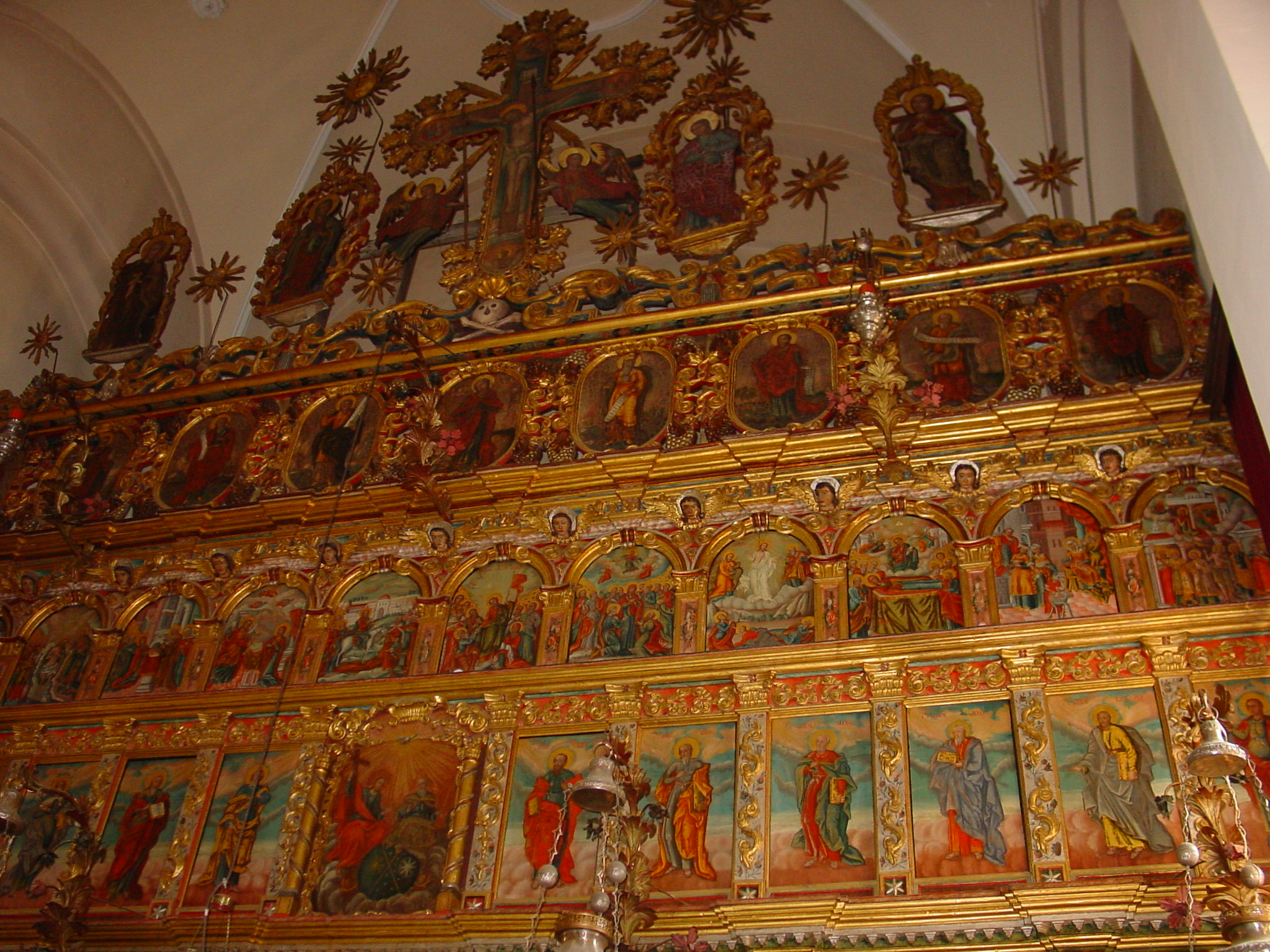
Іконостас у великій церкві
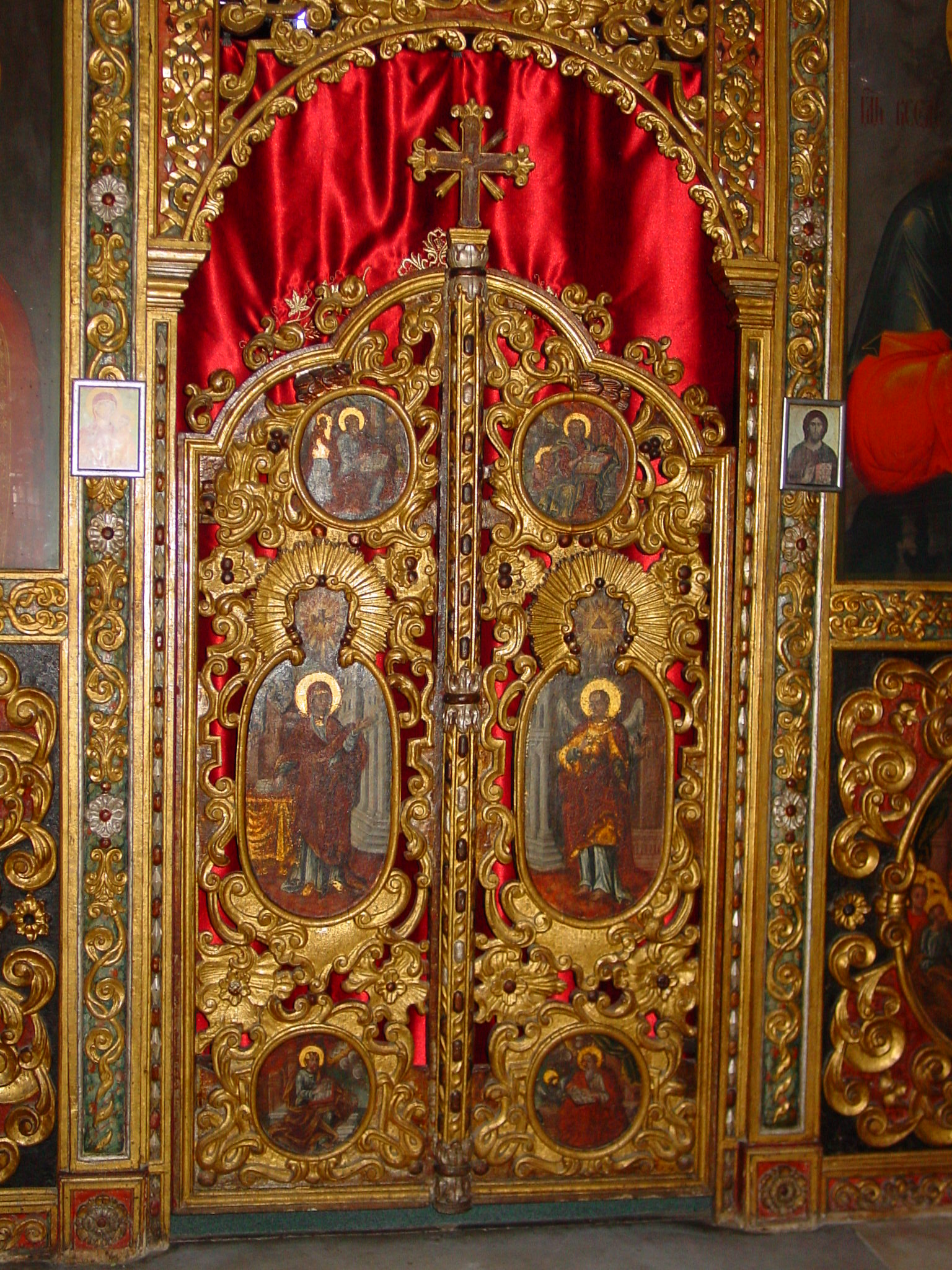
Іконостас у великій церкві, царські двері
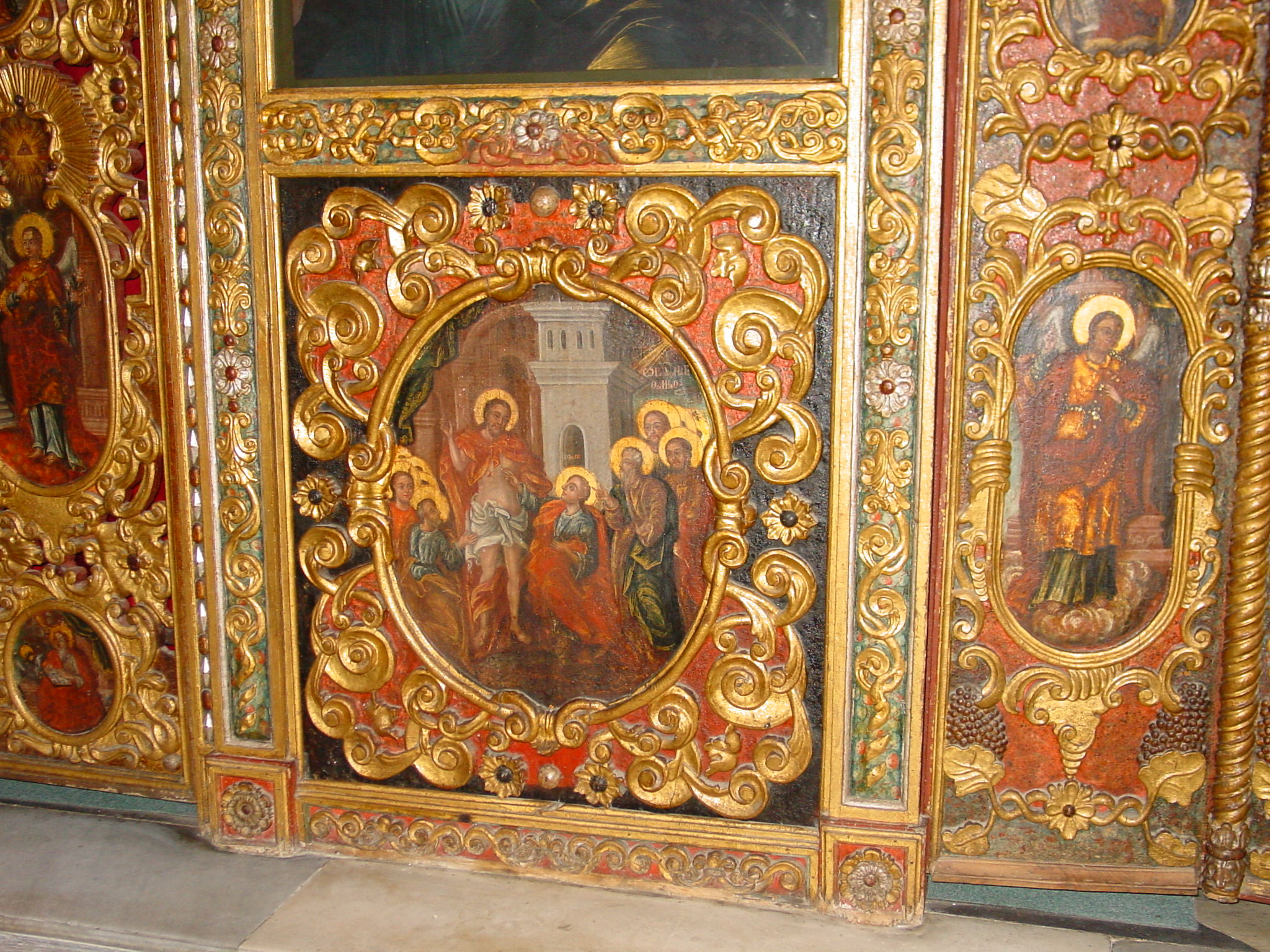
Іконостас у великій церкві
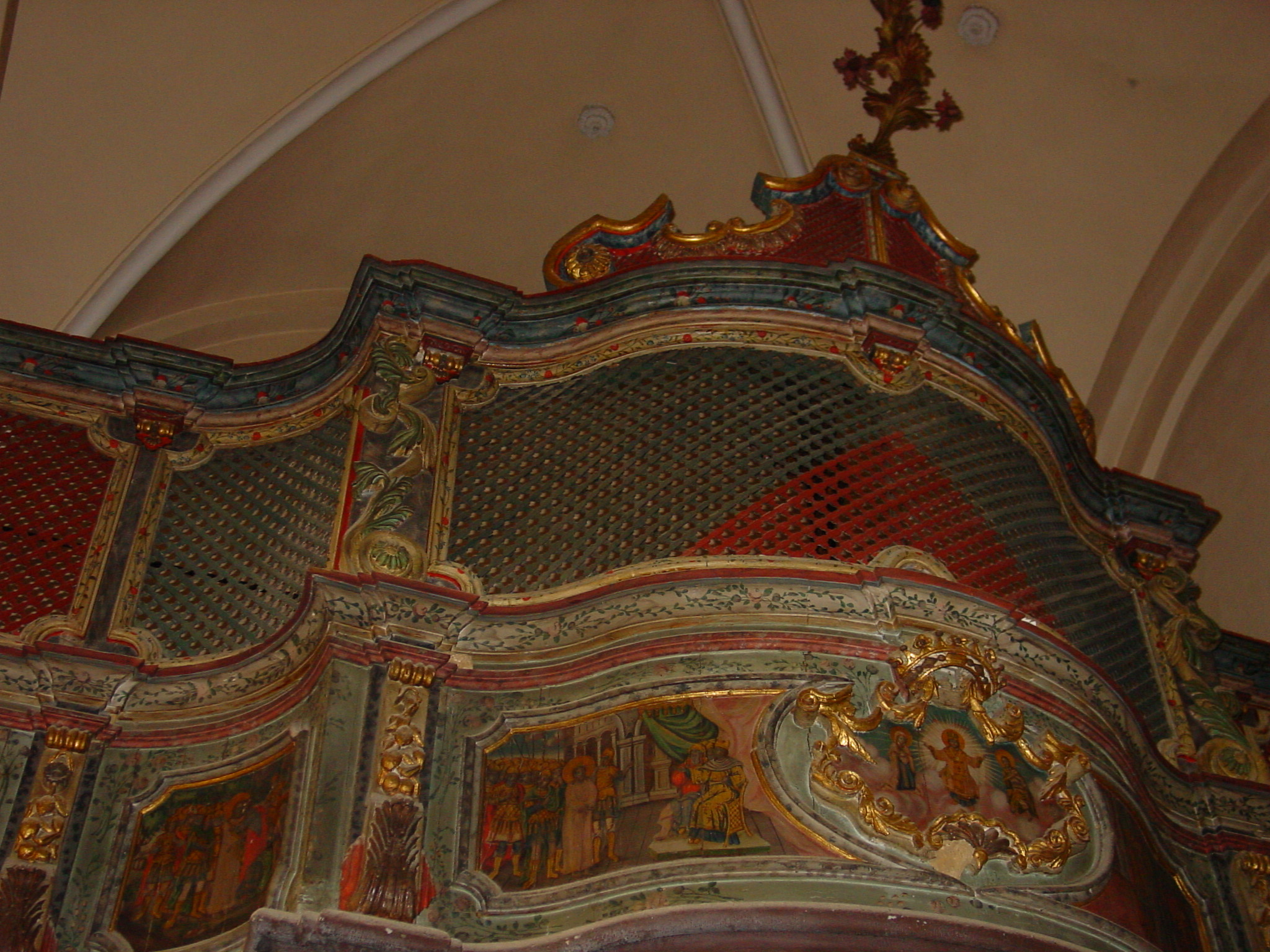
Хорова галерея у великій церкві
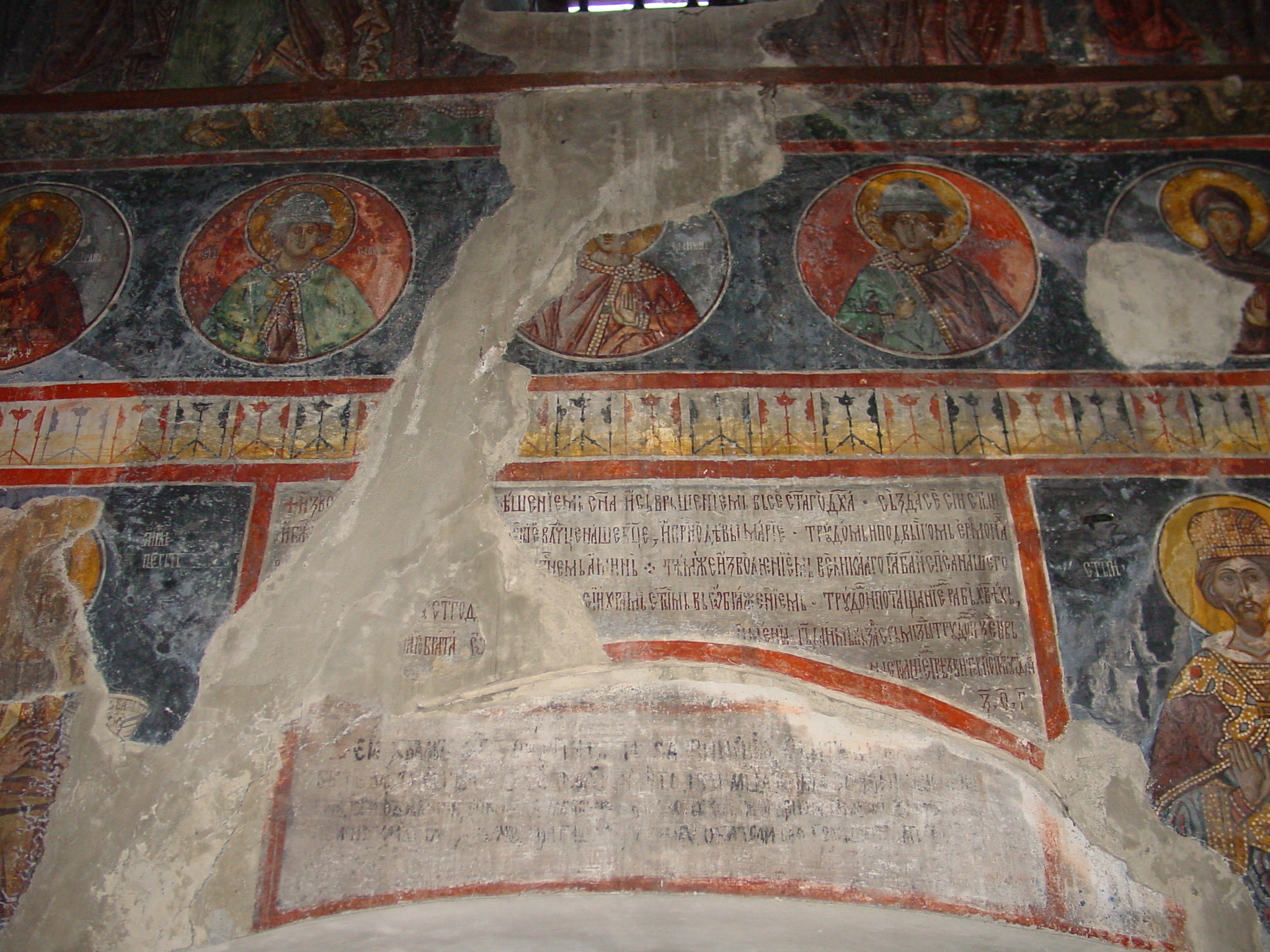
Настінний розпис у малій церкві
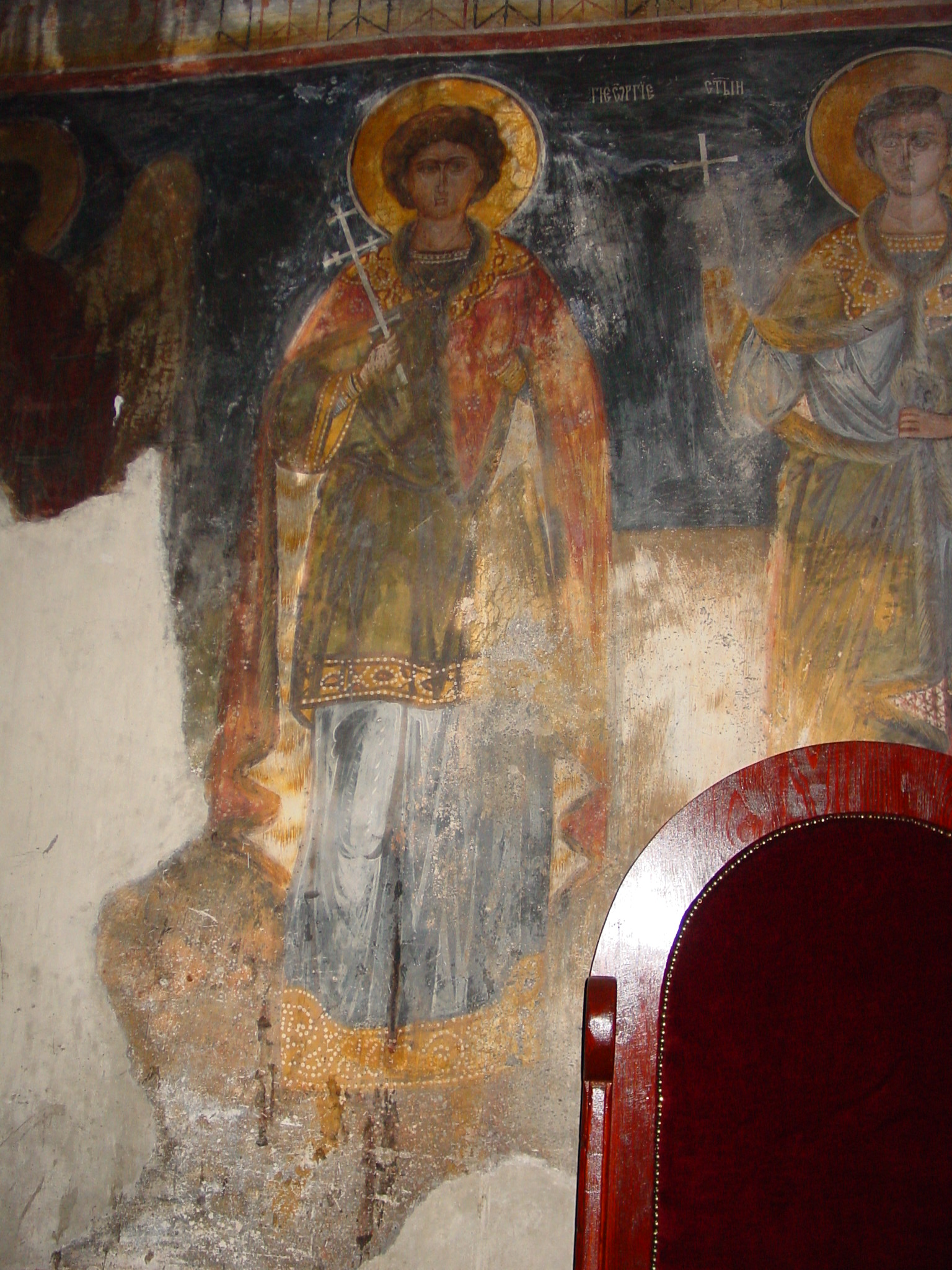
Настінний живопис у малій церкві: св. Георгій
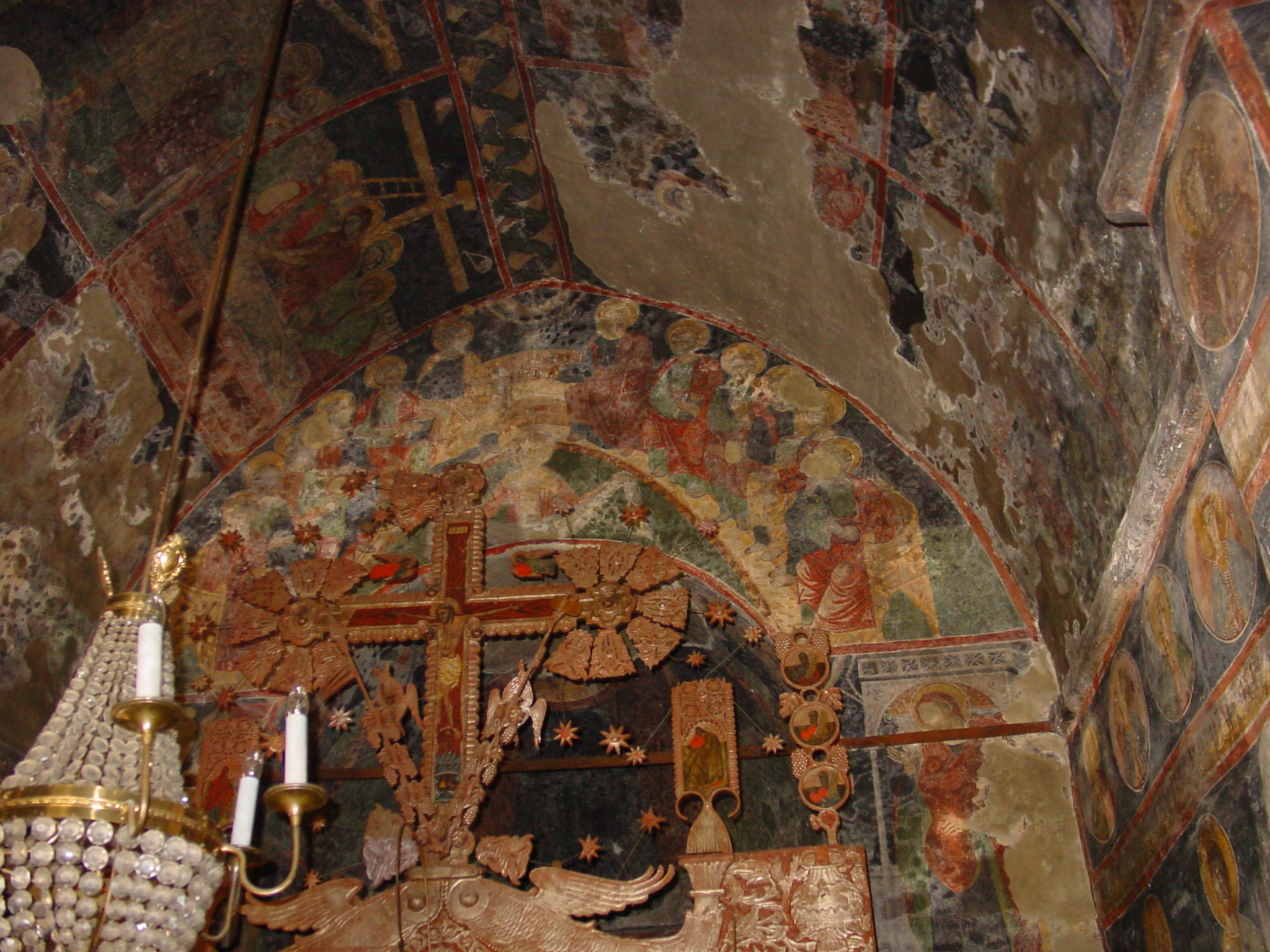
Настінний живопис у малій церкві: Зішестя Святого Духа на апостолів та сцени з циклу Христових страждань
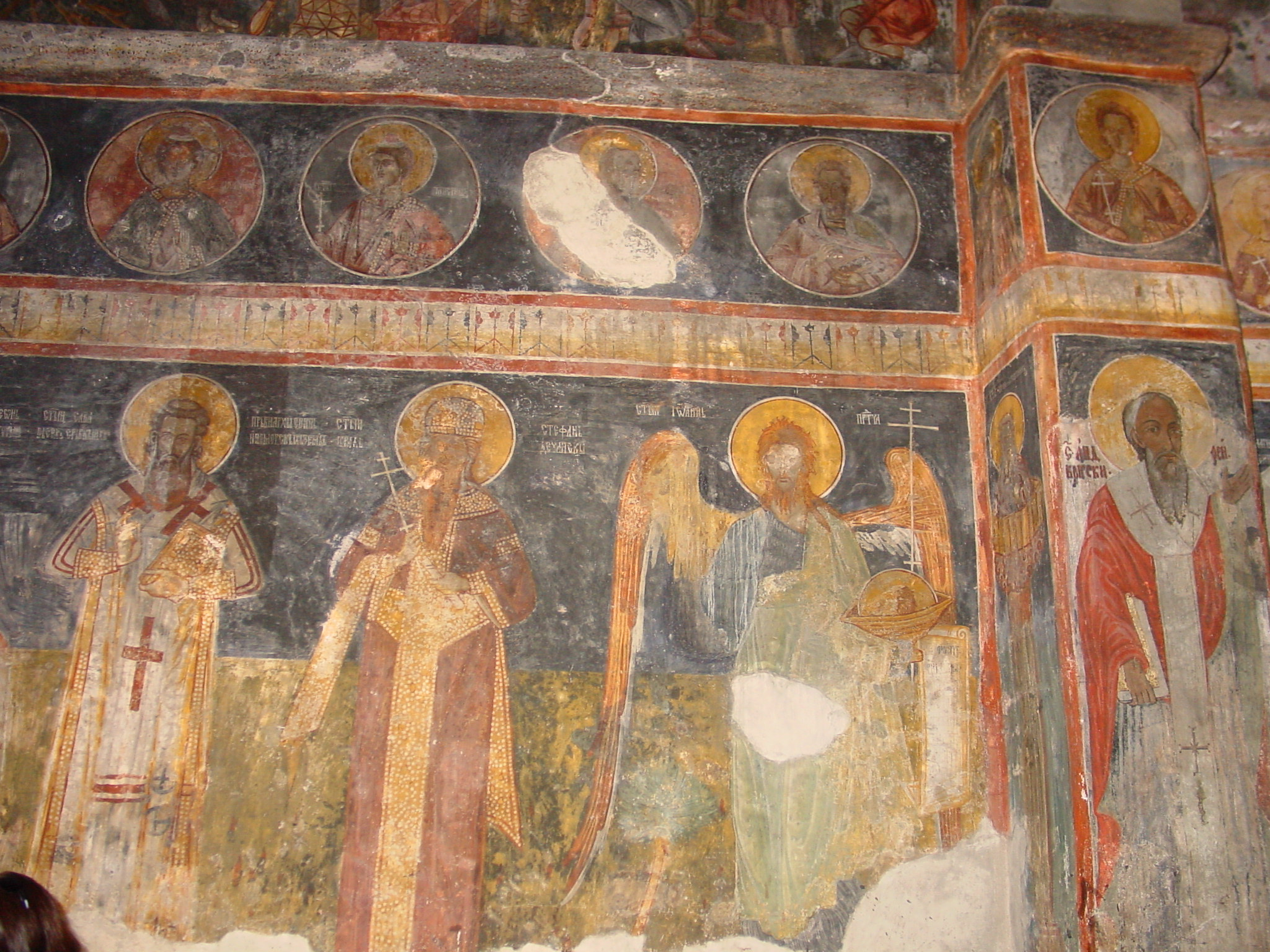
Настінний живопис у малій церкві: Святий Сава, св. Симеон Мироточивий та св. Іван Хреститель